# Kiekrz (stacja kolejowa)
Kiekrz – stacja kolejowa w Kiekrzu, znajdująca się na pograniczu wiejskiej i poznańskiej części tego obszaru. Stacja leży na linii kolejowej nr 351 Poznań Główny – Szczecin Główny. Budynek wzniesiony z czerwonej cegły zwieńczony spadzistym dachem w stylu dawnych dworców. Stacja węzłowa powstała w 1885 roku przy wjeździe do miasta Poznania od strony Krzyża.

## Ruch pasażerski
| Rok  | Wymiana pasażerska na dobę |
| ---- | -------------------------- |
| 2017 | 150-199                    |
| 2022 | 300-499                    |

## Galeria

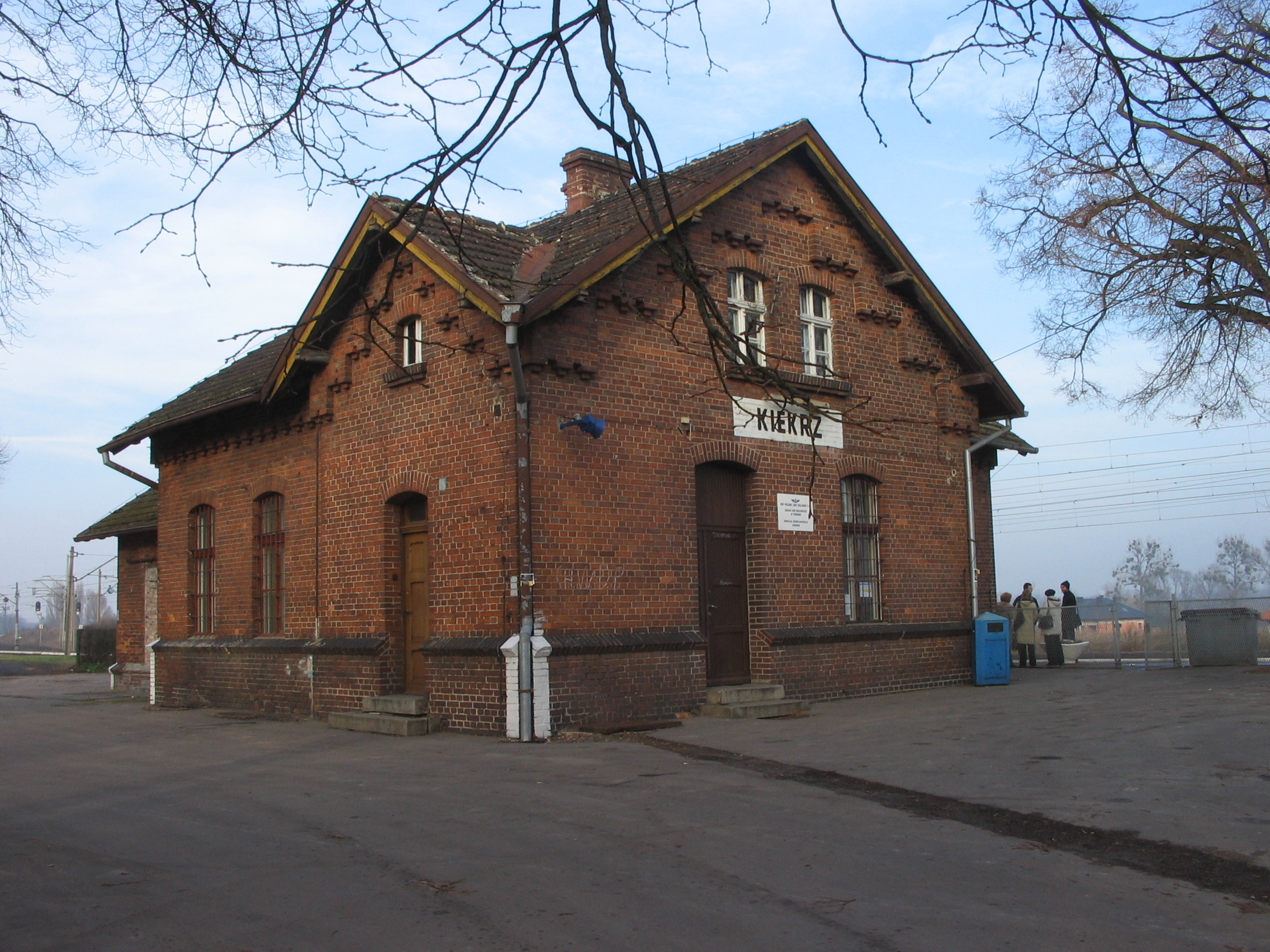
Budynek stacyjny – widok od strony miasta
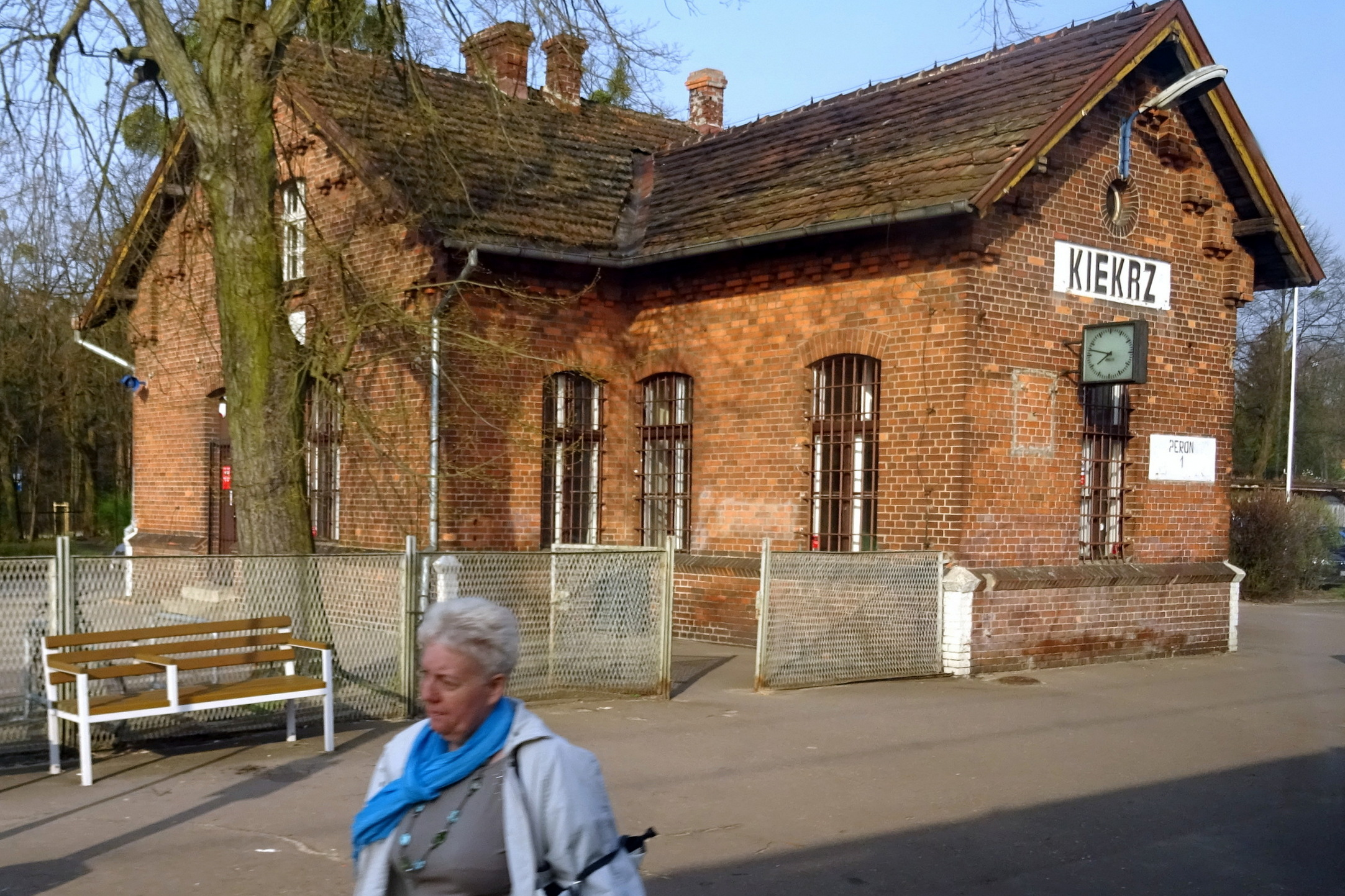
Stacja - widok z okien pociągu
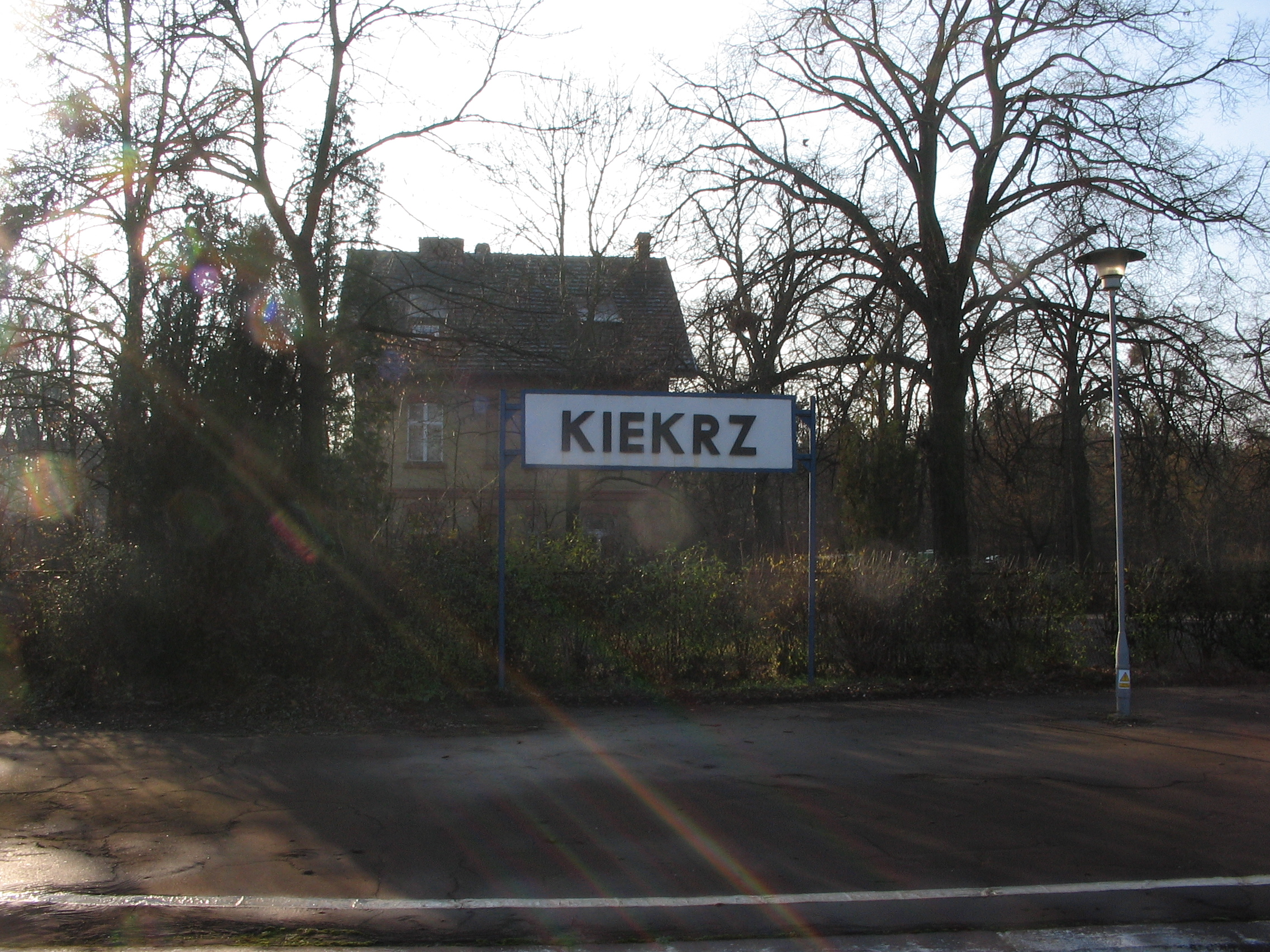
Tablica stacyjna
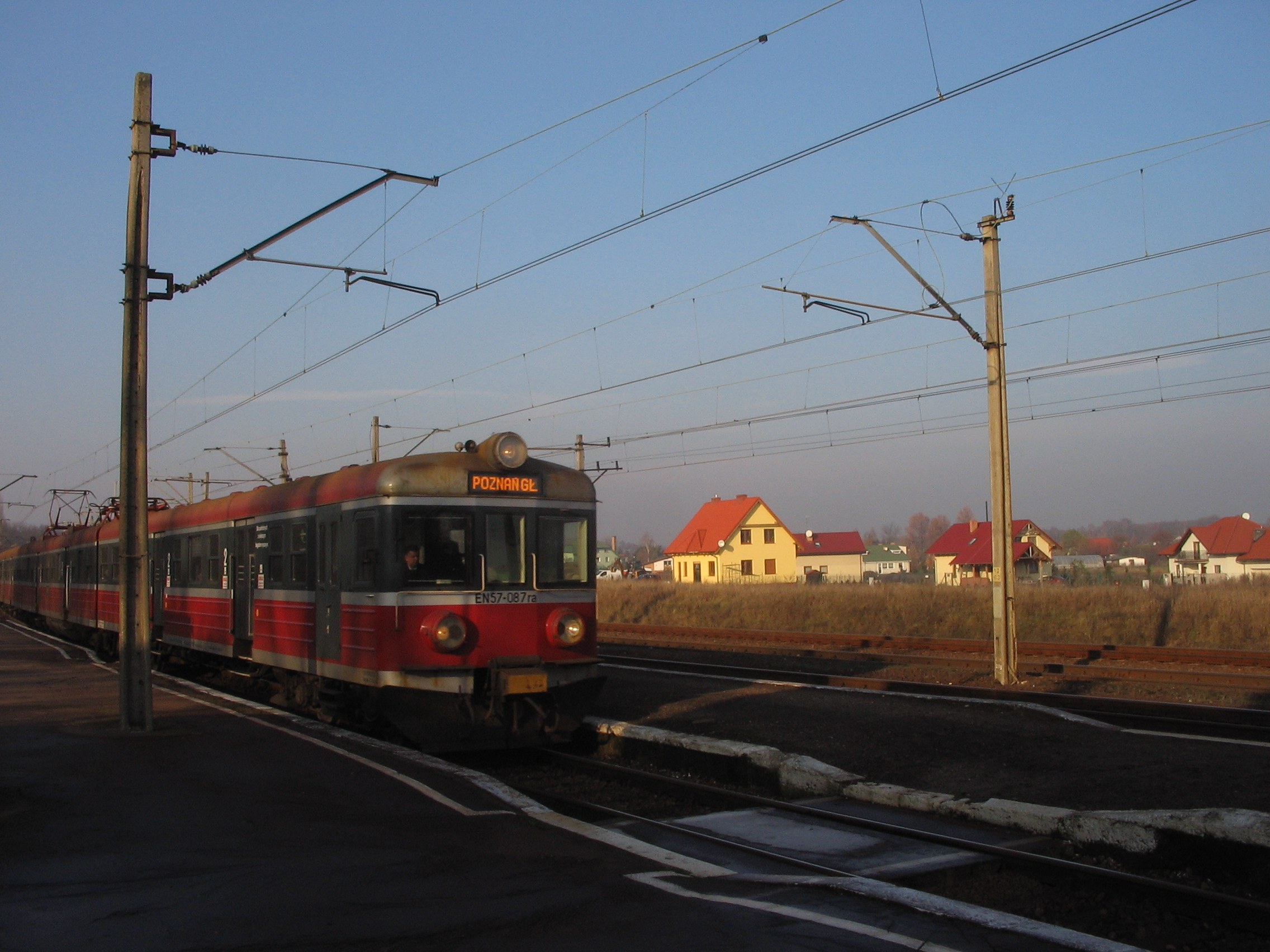
Perony